# ウィーン古典舞曲集
ウィーン古典舞曲集（ウィーンこてんぶきょくしゅう、英:Alt-Wiener Tanzweisen、独:Old Viennese Dances）は、オーストリア系アメリカ人のヴァイオリニストで作曲家であるフリッツ・クライスラーによって作曲された、ヴァイオリンとピアノのための3つの曲の通称。
それぞれ、
- 愛の喜び（Liebesfreud）

- 愛の悲しみ（Liebesleid）

- 美しきロスマリン（Schön Rosmarin、美しきローズマリーとも）

からなる。

## 概要
これらがいつ作曲されたかは不明。
当初はクライスラーの意向によりヨーゼフ・ランナー作曲の作品として発表（贋作）された。
これらの曲は、クライスラーが自身の名で著作権を取得した日時よりかなり前からクライスラーのレパートリーの一部となっていた。クライスラーはコンサートでこれらの曲を全曲演奏することが多かったですが、現在は通常それぞれ別々に演奏される。 1911年、彼はこれらの曲のピアノソロ編曲版を出版した。それ以来、これらの作品は他の楽器のためのさまざまな編曲が生まれることとなる。このうちの2つは、クライスラーの友人にあたるラフマニノフが、これらをピアノソロのためのクライスラー編曲よりもさらに難易度が高い編曲（1931年）をし、自身でこの編曲を録音した。